# The Cross of Lorraine
 The Cross of Lorraine és una pel·lícula estatunidenca dirigida per Tay Garnett el 1943, produïda per la Metro-Goldwyn-Mayer.

## Argument
Dos soldats francesos, Paul i Victor, són fets presoners i enviats a Alemanya a un camp de treball, dirigit pel sergent Berger. S'evadeixen i es refugien en un poble veí, on aconsegueixen aixecar els seus habitants contra l'exèrcit alemany...

## Repartiment
- Jean-Pierre Aumont: Paul
- Gene Kelly: Victor
- Cedric Hardwicke: El pare Sébastien
- Peter Lorre: El sergent Berger
- Hume Cronyn: Duval
- Richard Whorf: François
- Joseph Calleia: Rodriguez
- Billy Roy: Louis
- Wallace Ford: Pierre
- Richard Ryen: El tinent Schmidt
- Jack Lambert: Jacques

## Crítica
Es tracta d'una pel·lícula de propaganda antinazi, de les que Hollywood en produïa moltes en aquella època, no preocupant-se gaire del realisme: actors americans interpretant soldats francesos, vilatans alemanys que es fan de sobte resistents... ! Però aquesta pel·lícula, la interpretació de la qual és perfecta (el duo Jean-Pierre Aumont - Gene Kelly així com la interpretació de Peter Lorre en un paper sàdic), continua sent una curiositat a (re)descobrir.